# Lista de conflitos envolvendo Israel

## Yishuv (1880-1948)
| Conflito                                                | Combatente 1         | Combatente 2        | Resultado                                          |
| ------------------------------------------------------- | -------------------- | ------------------- | -------------------------------------------------- |
| Revolta árabe de 1936–1939 (1936–1939)                  | Reino Unido · Yishuv | Alta Comissão Árabe | Vitória - Revolta controlada.                      |
| Insurgência judaica na Palestina Mandatária (1939–1948) | Yishuv               | Reino Unido         | Vitória - Retirada Britânica do Mandato Palestino. |

## Estado de Israel (1948-atual)
| Conflito                              | Combatente 1                             | Combatente 2                                                                             | Resultado |
| ------------------------------------- | ---------------------------------------- | ---------------------------------------------------------------------------------------- | --- |
| Guerra árabe-israelense (1948-1949)   | Israel                                   | Liga Árabe Arábia Saudita · Reino do Egito · Jordânia · Reino do Iraque · Síria · Líbano | Vitória - Derrota da coalizão árabe; Acordo de Armistício. |
| Guerra do Suez (1956)                 | Israel · Reino Unido · França            | Egito                                                                                    | Vitória - Consolidação da nacionalização egípcia do Canal do Suez; adiamento da invasão egípcia a Israel; catalisador da formação da República Árabe Unida; catalisador da Conferência de Bandung                             |
| Guerra dos Seis Dias (1967)           | Israel                                   | Egito Síria Jordânia Iraque Kuwait Líbia Arábia Saudita Argélia Sudão                    | Vitória - Conquista e ocupação israelense dos territórios das Colinas de Golã (Síria), das Fazendas de Shebaa (Líbano), da Cisjordânia e de Jerusalém Oriental (Jordânia) e da Faixa de Gaza e da Península do Sinai (Egito). |
| Guerra de Desgaste (1969-1970)        | Israel                                   | Egito                                                                                    | Cessar-fogo - Ambos os lados declararam vitória - Ocupação continuada do Sinai por Israel. |
| Guerra do Yom Kippur (1973)           | Israel                                   | Egito · Síria · Iraque                                                                   | Vitória - Vitória tática de Israel e cessar-fogo com a RCSNU 338 levando à Conferência de Genebra. |
| Guerra Civil Libanesa (1975–1985)     | Israel · Exército do Sul do Líbano Síria | OLP · Síria · Movimento Nacional Libanês Hezbollah                                       | Vitória - OLP deposto do Líbano por Israel em 1982, em seguida, pela Síria em 1985; liderança exilada em Tunis. |
| Operação Litani (1978)                | Israel · Exército do Sul do Líbano       | OLP                                                                                      | Vitória - Retirada da OLP no sul do Líbano. |
| Conflito no sul do Líbano (1982–2000) | Israel · Exército do Sul do Líbano       | OLP · Síria · Hezbollah · Frente Nacional de Resistência Lebanesa                        | Derrota - Colapso da aliança Israelense-Maronita. - Retirada israelense no sul do Líbano (2000). |
| Primeira Intifada (1987–1993)         | Israel                                   | Fatah Hamas                                                                              | Acordos de paz de Oslo - Autoridade Nacional Palestiniana estabelecida, OLP reconhece Israel. |
| Segunda Intifada (2000–2005)          | Israel                                   | Fatah Hamas                                                                              | Vitória - Construção de uma barreira israelense na fronteira com a Cisjordânia. |
| Guerra do Líbano de 2006 (2006)       | Israel                                   | Hezbollah                                                                                | Empate - Cessar-fogo - Resolução 1701 do Conselho de Segurança das Nações Unidas |
| Operação Chumbo Fundido (2008–2009)   | Israel                                   | Hamas                                                                                    | Vitória - Lista de ataques de foguetes palestinos contra Israel de 2009 a partir de Gaza reduzida. |
| Operação Pilar Defensivo (2012)       | Israel                                   | Hamas                                                                                    | Vitória - A cessação temporária do lançamento de foguetes contra Israel. |
| Operação Margem Protetora (2014)      | Israel                                   | Hamas                                                                                    | Ambos os lados clamam vitória - Cessação quase permanente do lançamento de foguetes contra Israel e destruição completa da infraestrutura do Hamas.                                                                           |
| Conflito israelo-palestino de 2021    | Israel                                   | Hamas                                                                                    | Ambos os lados clamam vitória - Cessar-fogo. - Trégua declarada. |
| Operação Espadas de Ferro (2023)      | Israel                                   | Hamas                                                                                    | - Em andamento |